# Møysalen Nemzeti Park
A Møysalen Nemzeti Park Norvégia északi Nordland megyéjében, Hinnøya szigetén, Lofoten és Vesterålen szigetvilágában. A nemzeti park célja a parti táj változatlan formában történő megőrzése.

## Leírása
A Møysalen Norvégia második legkisebb nemzeti parkja a Gutulia Nemzeti Park után. A környék látképét a közvetlenül a tengerből az égbe szökő magas hegyek és a fjordok határozzák meg. A legmagasabb csúcs az 1262 méter magas Møysalen hegy.

## Flóra és fauna
Növényzetére jellemző a molyhos nyír. Kisebb síklápok és dagadólápok is előfordulnak a hegyek között, sajátos növényzetükkel. 
A magas hegyek kedveznek a madarak megtelepedésének. A ritka ragadozó madarak közül itt a rétisas, a szirti sas, a vándorsólyom, a kis sólyom, a gatyás ölyv és az északi sólyom is képviselteti magát. 
Az emlősök közül többek között a jávorszarvas, a hermelin, az amerikai nyérc, a nyúl és a vörös róka él itt. Gyakori itt a másutt már ritka európai vidra.

## Kapcsolódó szócikkek

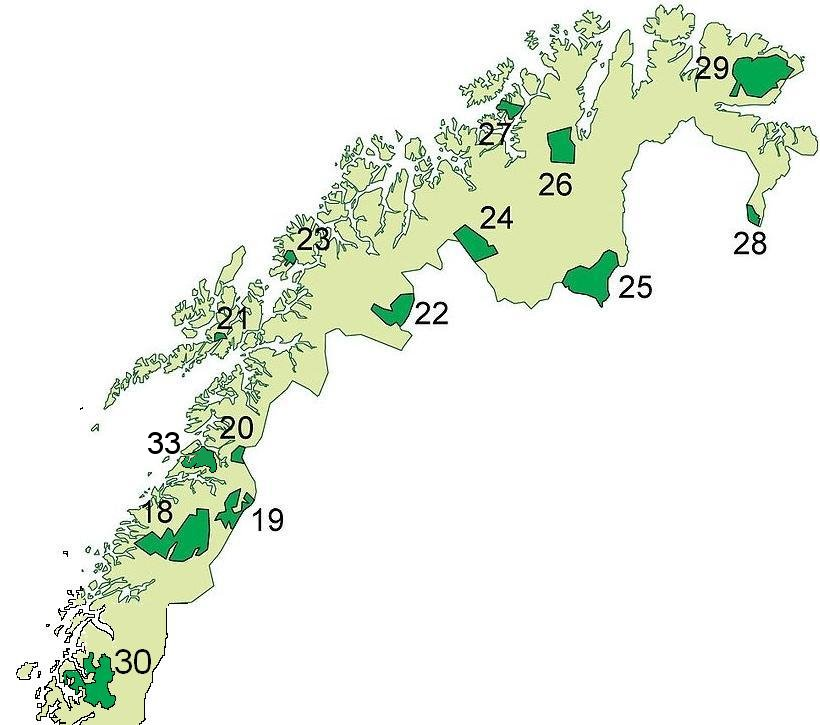
Észak-Norvégia nemzeti parkjai. A Møysalen a 21. számú